# Грады
Грады (бел. Грады) — деревня в Березинском районе Минской области Беларуси. Входит в состав Березинского сельсовета.

## География
Деревня находится в восточной части Минской области, к югу от реки Уши, к юго-западу от автодороги Р-67, на расстоянии приблизительно 15 километров (по прямой) к северо-западу от города Березино, административного центра района. Абсолютная высота — 159 метров над уровнем моря. Площадь населённого пункта — 0,0997 км².

## История
По состоянию на 1909 год, в Грядах имелось 6 дворов и проживало 43 человека. В административном отношении деревня входила в состав Беличанской волости Игуменского уезда Минской губернии.
В 1930 году, в ходе проведения коллективизации, был образован колхоз «Пролетарская Победа».
До 28 мая 2013 года деревня входила в состав Ушанского сельсовета.

## Население
По данным переписи 2019 года, в деревне проживало 14 человек.
| Год  | Население, человек |
| ---- | ------------------ |
| 1909 | 43                 |
| 1917 | ↘ 41               |
| 1926 | ↗ 54               |
| 1960 | ↗ 69               |
| 2003 | ↘ 31               |
| 2008 | ↘ 25               |
| 2009 | ↘ 20               |
| 2019 | ↘ 14               |